# イネミズゾウムシ
イネミズゾウムシ（Lissorhoptrus oryzophilus） は、コウチュウ目（鞘翅目）・ゾウムシ上科・ゾウムシ科に分類されるゾウムシの一種。アメリカ原産のイネ科の害虫で、日本では外来種として各地に定着している。

## 分布
アメリカ南東部原産。
東アジア（日本、中国、韓国）などに移入分布する。

## 特徴
体長3mm。イネ類を食べる。土や落ち葉の中で越冬した成虫が、4月〜5月頃に休眠から目覚め水田に侵入する。
幼虫はイネの根部に寄生してダメージを与える。成虫による食害は葉に白い筋となって目立つが、幼虫による食害は視認できない。しかし、イネにとってより深刻な被害をもたらすのは幼虫である。
幼虫はイネに付着したまま土中で繭を作り、6月〜7月頃に羽化する。新成虫は再びイネなどの葉を食べるが、当年中の産卵は行わずに越冬する。
一般的なゾウムシのイメージとは違い、上手に遊泳することができる。
両性生殖するものと単為生殖するものがあり、日本に分布するものは雌だけで繁殖する単為生殖である。

## 外来種問題
日本では愛知県の知多半島で1976年に確認されていた後、全国に定着が拡大した。カリフォルニア州から輸入された乾草に紛れ込んで侵入したと考えられる。
中国や朝鮮半島では1988年に侵入が確認されている。
日本の侵略的外来種ワースト100に選定されている。